# Petrovec (kommun)
Petrovec (makedonska: Петровец) är en kommun i Nordmakedonien. Den ligger i den centrala delen av landet, 25 km öster om huvudstaden Skopje. Antalet invånare är 8 255.
Följande samhällen finns i Petrovec:
- Petrovec
- Sredno Konjare
- ’Ržaničino
- Katlanovo
- Dolno Konjare
- Ḱojlija
- Gorno Konjare